# Ла Виња (Комо)
Ла Виња је насеље у Италији у округу Комо, региону Ломбардија.
Према процени из 2011. у насељу је живело 54 становника. Насеље се налази на надморској висини од 351 м.